# Pothyne interrupta
Pothyne interrupta är en skalbaggsart som beskrevs av Maurice Pic 1927. Pothyne interrupta ingår i släktet Pothyne och familjen långhorningar. Inga underarter finns listade i Catalogue of Life.